# Obecność (film)
Obecność (ang. The Conjuring) – amerykański horror z 2013 w reżyserii Jamesa Wana. Film zapoczątkował serię dziejącą się w Uniwersum Obecności.
Serwis Rotten Tomatoes przyznał mu wynik 86%.
W 2016 roku wydana została kontynuacja historii - Obecność 2.

## Fabuła
Ed i Lorraine Warren (Patrick Wilson i Vera Farmiga) są badaczami zjawisk paranormalnych. Pewnego dnia zostają wezwani przez rodzinę na odludnej farmie. Okazuje się, że w ich domu mieszka tajemnicza zjawa niedająca im spokoju. W domu rodziny napotykają klasyczne oznaki demonów. Para badaczy staje do walki z najstraszniejszym demonem, z jakim kiedykolwiek mieli do czynienia.

## Obsada
| Główna                                                      | Drugoplanowa                                                                |
| ----------------------------------------------------------- | --------------------------------------------------------------------------- |
| Vera Farmiga jako Lorraine Warren zd. Moran, jasnowidzka    | Marion Gayot jako Georgiana Moran, matka Lorraine                           |
| Patrick Wilson jako Ed Warren, mąż Lorraine                 | Sterling Jerins jako Judy Warren, córka Eda i Lorraine                      |
| Lili Taylor jako Carolyn Perron, żona Rogera                | Steve Coulter jako ojciec Gorden, egzorcysta                                |
| Ron Livingston jako Roger Perron, mąż Carolyn               | Shannon Kook jako Drew, technik i pomocnik Warrenów                         |
| Shanley Caswell jako Andreas Perron, córka Rogera i Carolyn | John Brotherton jako Brad Hamilton, policjant z Harrisville na Rhode Island |
| Hayley McFarland jako Nancy Perron, córka Rogera i Carolyn  |                                                                             |
| Joey King jako Christine Perron, córka Rogera i Carolyn     |                                                                             |
| Mackenzie Foy jako Cindy Perron, córka Rogera i Carolyn     |                                                                             |
| Kyla Deaver jako April Perron, córka Rogera i Carolyn       |                                                                             |
| Joseph Bishara jako Bathsheba, duch wiedźmy                 |                                                                             |